# سفر (فیلم ۱۹۷۰)
سفر (انگلیسی: Safar) یک فیلم به کارگردانی آسیت سن است که در سال ۱۹۷۰ منتشر شد. از بازیگران آن می‌توان به راجش خانا، شارمیلا تاگور، و فیروز خان اشاره کرد.